# Colobognatha
Colobognatha – kohorta wijów z gromady dwuparców i podgromady Chilognatha.
Dwuparce te mają głowę znacznie węższą od tułowia, wyposażoną w co najwyżej dwie pary oczu prostych i mniej lub bardziej sztyletowate narządy gębowe z gnatochilarium pozbawionym głaszczków i wargą górną pozbawioną ząbków. Nie występują u nich narządy Tömösváry’ego. Gruczoły obronne po bokach ciała mają kształt rurkowaty. U samców dziewiąta i dziesiąta para odnóży przekształcone są w gonopody o zmiennej ilości członów, przy czym do przekształcenia dochodzi stopniowo wraz z kolejnymi wylinkami. W przeciwieństwie do Eugnatha gonopody te cechuje nieznaczna zmienność międzygatunkowa i nie odgrywają one kluczowej roli w diagnostyce. Larwy wyróżniają się obecnością czterech par odnóży w pierwszym stadium. Jeden z rodziców sprawuje opiekę na jajami.
Krocionogi te rozsiedlone są kosmopolitycznie. Występują na wszystkich kontynentach oprócz Antarktydy. Na Syberii przekraczają koło podbiegunowe. Na południe sięgają południowego Chile, południowoafrykańskiej Prowincji Przylądkowej Zachodniej oraz nowozelandzkich wysp Auckland. Jako jedyni przedstawiciele infragromady Helminthomorpha występują na południowoatlantyckiej Wyspie Świętej Heleny. Dotychczas nie są znani z Lewantu, Półwyspu Arabskiego, większej części Afryki, prawie całej Azji Środkowej, większej części Kanady, Argentyny i Urugwaju.
Takson ten wprowadzony został w 1834 przez Johanna Friedricha von Brandta. Zalicza się doń 4 rzędy:
- Platydesmida Cook, 1895
- Polyzoniida Cook, 1895
- Siphonocryptida Cook, 1895
- Siphonophorida Newport, 1844